# Troglohyphantes brevipes
Espèce
Troglohyphantes brevipes est une espèce d'araignées aranéomorphes de la famille des Linyphiidae.

## Distribution
Cette espèce est endémique de Bosnie-Herzégovine.

## Description
Le mâle holotype mesure 2,68 mm et la femelle paratype 3,02 mm.

## Publication originale
- Deeleman-Reinhold, 1978 : Revision of the cave-dwelling and related spiders of the genus Troglohyphantes Joseph (Linyphiidae), with special reference to the Yugoslav species. Academia Scientiarum et Artium Slovenica, Classis IV: Historia Naturalis, Institutum Biologicum Ionnis Hadži, Ljubljana, vol. 23, p. 1-220.